# Joseph Godard-Barive
Joseph Godard-Barive est un homme politique français né le 4 août 1752 à Pouilly-en-Auxois (Côte-d'Or) et mort le 6 juin 1834 à Arnay-le-Duc (Côte-d'Or).

## Biographie
Juge de paix du canton d'Arnay-sur-Aroux, il est élu député de la Côte-d'Or au Conseil des Cinq-Cents le 27 germinal an VII.

## Sources
- « Joseph Godard-Barive », dans Adolphe Robert et Gaston Cougny, Dictionnaire des parlementaires français, Edgar Bourloton, 1889-1891 [détail de l’édition]